# Austrálie na Letních olympijských hrách 1904
Austrálii na Letních olympijských hrách v roce 1904 v americkém Saint Louis reprezentovalo 9 sportovců ve 2 sportech. Ve výpravě bylo 9 mužů, neúčastnila se žádná žena.

## Medailisté
| Medaile | Jméno          | Sport   | Soutěž                     |
| ------- | -------------- | ------- | -------------------------- |
| Stříbro | Francis Gailey | Plavání | Muži 220 yard volný způsob |
| Stříbro | Francis Gailey | Plavání | Muži 440 yard volný způsob |
| Stříbro | Francis Gailey | Plavání | Muži 880 yard volný způsob |
| Bronz   | Francis Gailey | Plavání | Muži 1 míle volný způsob   |